# Limitatieve opsomming
Een limitatieve opsomming (ook wel een uitputtende opsomming genoemd) is een (wettelijke) opsomming waarop geen uitbreiding mogelijk is. Het resultaat is dat de regeling slechts van toepassing is op de specifieke gevallen. Men spreekt in sommige contexten ook wel van een "gesloten systeem". 
Voorbeelden zijn:
- Het strafrecht omvat per definitie een limitatieve opsomming van misdrijven en overtredingen. Iemand kan iets doen dat verwerpelijk wordt geacht, maar als het niet als een overtreding of misdrijf wordt vermeld kan hij of zij er niet voor gestraft worden. In Nederland waren bijvoorbeeld stalking (tot 2000) en bestialiteit (tot 2010) lange tijd niet strafbaar.
- Het burgerlijk wetboek bevat een limitatieve opsomming van zakelijke rechten. Het is dus niet mogelijk om zelf een nieuw soort zakelijk recht te vestigen buiten deze rechten om.
- De te verdedigen belangen bij noodweer, namelijk: lijf, eerbaarheid of goed. Wie dus een ander belang verdedigt kan zich niet op noodweer beroepen.
- De lijst van toegestane E-nummers (additieven in voedingsmiddelen). Additieven die niet op deze lijst staan zijn dus in principe niet toegestaan in voedsel.

Het tegenovergestelde is een niet-limitatieve opsomming of enuntiatieve opsomming. 
In de wettekst duiden woorden als "zoals"  of "onder andere" op een niet-limitatieve opsomming 
Bijvoorbeeld:
- De gronden voor ontslag op staande voet. De in de wet genoemde gevallen (art. 7:678 lid 2 BW)  kwalificeren sowieso voor een reden voor ontslag op staande voet, maar het is mogelijk dat zich een niet in de wet genoemde reden voordoet die toch als zodanig kan kwalificeren;
- Wanneer er sprake kan zijn van misleidende reclame (art. 6:194 BW.)